# فلودیازپام
فلودیازپام، که با نام تجاری اریسپان (به ژاپنیエリスパン) به بازار عرضه می‌شود، از استخلاف‌های ʹ۲-فلورو دیازپام و یک بنزودیازپین قوی است که توسط ژاپن کشف و توسط هوفمان-لا روش در دهه ۱۹۶۰ تولید شد. این دارو در ژاپن و تایوان به بازار عرضه می‌شود. این ماده با افزایش مهار GABAergic به شیوه بنزودیازپینی خاصی خواص فارماکولوژی خود را اعمال می‌کند. فلودیازپام ۴ برابر بیشتر از دیازپام تمایل به پیوند با گیرنده‌های بنزودیازپین دارد این باعث می شود یک بنزودیازپین بسیار قوی باشد. این ماده دارای خواص ضد اضطراب، ضد تشنج، آرام بخش، خواب آور و شل‌کننده عضلات اسکلتی است. از فلودیازپام به شکل داروی تفننی نیز استفاده می‌شود.